# Улица Страха: Королева красоты
«Улица страха: Королева красоты» (англ. Fear Street: Prom Queen) —американский фильм ужасов режиссёра Мэтта Палмера, снятый в 2025 году по сценарию, написанному им в соавторстве с Дональдом Маклири. Фильм, основанный на романе Р. Л. Стайна «Королева красоты» стал отдельной самостоятельной историей из трилогии «Улица страха». Фильм был выпущен на Netflix в 2025 году.

## Сюжет
Май 1988 года. Близится выпускной вечер, и в компании школьных тусовщиц разгорается нешуточная борьба за корону королевы бала. Но в числе претенденток оказывается дерзкая аутсайдерша, а все остальные девушки начинают таинственным образом исчезать.

## В ролях
- Индия Фаулер — Лори Грандер
- Сюзанна Сон
- Фина Страцца — Тиффани Фальконер
- Дэвид Иаконо
- Элла Рубин — Мелисса Маккендрик
- Иден Саммер Гилмор — Клэр
- Ребекка Эблэк — Дебби
- Деррин Бэйкер — главный Вэйленд
- Дэмиэн Ромео — Джадд
- Дэйл Уибли — Джимми
- Джоэнн Боланд — Роза Грейнджер
- Илан О’Дрисколл — Линда Харпер
- Бреннан Клост — Джеральд
- Сиенна Стар — Барбара
- Джей Джей Джонс — Франк
- Анна Миродин — Джен
- Сесилия Ли — Гармония Лафайета
- Люк Кимболл — Дэвлин
- Том Кит — Фрэдди
- Крис Клейн
- Ариана Гринблатт — Кристи Рено
- Лили Тейлор
- Кэтрин Уотерстон

## Производство
В июле 2022 года Р. Л. Стайн заявил, что в настоящее время обсуждается возможность создания дополнительных фильмов, помимо трилогии «Улица страха». В декабре стало известно, что Хлоя Окуно станет режиссёром нового фильма серии «Улица страха», а компания Chernin Entertainment вновь займётся производством фильма.
В октябре 2023 года Стайн заявил, что серия фильмов будет продолжена, и в разработке находятся дополнительные части «Улицы страха». Это подтвердил и Скотт Стубер, сообщив, что следующая часть будет самостоятельным фильмом по серии книг Р. Л. Стайна «Улица страха». В январе следующего года Стайн подтвердил, что проект находится в работе и что он адаптирует именно «Королеву бала» из серии книг. В марте 2024 года проект был назван «Улица страха: Королева красоты». Сценарий написали Дональд Маклири и Мэтт Палмер, который также выступил режиссёром.
Вместе с объявлением названия был объявлен и первоначальный актёрский состав: Индия Фаулер, Сюзанна Сон, Фина Страцца, Дэвид Иаконо, Элла Рубин, Крис Кляйн, Лили Тейлор и Кэтрин Уотерстон. Позднее к актёрскому составу присоединилась Ариана Гринблатт.
Основные съемки начались 25 марта 2024 года в Торонто, и завершились 14 мая. 

## Премьера
Премьера фильма состоялась в 2025 году.